# 弗兰克·阿米欧
弗兰克·阿米欧（英語：Frank Amyot，1904年9月14日—1962年11月21日），加拿大男子皮划艇运动员。他曾代表加拿大参加1936年夏季奥林匹克运动会皮划艇比赛，获得男子单人划艇1000米金牌。